# Dinas Cross
Dinas Cross è un centro abitato del Galles, situato nella contea del Pembrokeshire.